# Anna Mjöll
Anna Mjöll Ólafsdóttir (Reykjavík, 7 gennaio 1970) è una cantautrice islandese.

## Biografia
Anna Mjöll è nata a Reykjavík, in Islanda, figlia di Svanhildur Jakobsdóttir, cantante e personaggio televisivo e radiofonico, e Ólafur Gaukur, chitarrista jazz, compositore cinematografico, cantautore, arrangiatore e produttore. I genitori di Anna Mjöll suonavano per sei sere a settimana nei suoi primi anni di vita. Andavano in tournée ogni estate portando ballerini, mangiafuoco e maghi dall'Inghilterra. Anna Mjöll iniziò a studiare chitarra all'età di sei anni, e in seguito pianoforte e violoncello. Scrisse ed eseguì la sua prima canzone quando aveva otto anni. Al liceo si esibiva in brani jazz al violoncello e a 18 anni iniziò a cantare professionalmente nei ristoranti locali. Anna Mjöll conseguì una laurea la Menntaskólinn í Reykjavík e studiò alla Sorbona di Parigi, in Francia, prima di andare a Los Angeles per suonare jazz.

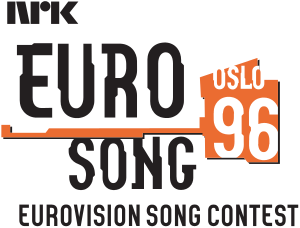
Logo dell'Eurovision 1996 in cui Anna Mjöll ha rappresentato l'Islanda

Anna Mjöll sposò il musicista, cantautore e produttore americano Patrick Leonard il 19 novembre 2018 nella città natale di Leonard, ovvero Crystal Falls, nel Michigan.
All'inizio della carriera Anna Mjöll si esibì ampiamente nella televisione islandese. Rappresentò l'Islanda all'Eurovision Song Contest 1996 con la canzone Sjúbídú, che aveva scritto insieme a suo padre.
Nei suoi testi ha cantato di alcuni dei suoi idoli tra cui Ella Fitzgerald, Frank Sinatra, Elvis Presley, Sammy Davis Jr. e Dizzy Gillespie. Girò in tournée con il cantante Julio Iglesias per tre anni. Nel 2006, co-scrisse e cantò tre canzoni con C.J. Vanston per il film For Your Consideration.
Nel 2009, Anna Mjöll pubblicò il suo primo album, The Shadow Of Your Smile, contenente un mix di canzoni islandesi e standard jazz. Il CD annoverava numerosi musicisti di rilievo tra cui Vinnie Colaiuta, Dave Carpenter, Don Grusin, Neil Stubenhaus e Luis Conte, e fu votato come uno dei 5 migliori CD di jazz vocale femminile del 2009 alla Jazz Station di Arnaldo DeSouteiro. Nel 2009, Anna Mjöll fu votata come una delle 5 migliori cantanti jazz dell'anno dalla Jazz Station di DeSouteiro.
Nel 2010 Anna Mjöll pubblicò il suo secondo album, Christmas Jazzmaz.

## Discografia

### Album in studio
- Shadow of Your Smile (Tonaljon, 2009)
- Christmas JaZZmaZ (2010, con Vinnie Colaiuta)